# الشعار الكشفي العالمي
الشعار الكشفي العالمي هو شعار المنظمة العالمية للحركة الكشفية ويتم ارتداؤها من قبل الكشافة في جميع أنحاء العالم للإشارة إلى عضويتهم. تحدد كل منظمة وطنية كشفية الطريقة التي يتم ارتداء الشارة فيها.